# Ван Хов, Франсин
Франсин Ван Хоув (фр. Francine Van Hove; 5 мая 1942, Париж — 5 августа 2025) — французская художница, живописец, педагог.

## Биография
Родилась в Сен-Манде во Франции. Получила степень по изобразительному искусству в Париже. Попреподавав год в Lycee de Jeunes Filles в Страсбурге решила вернуться в Париж в 1964 году.
Известна своими картинами молодых спящих женщин. Её графические и изобразительные техники напоминают итальянских художников эпохи Возрождения и фламандских художников XVI и XVII веков.
Написала более 400 картин, хранящихся в частных коллекциях, а также многочисленные рисунки и пастели.
В 2014 году Ален Блондель, её арт-дилер, ушла на пенсию после 32-х лет совместной работы. С тех пор Франсин Ван Хов представляет Жан-Мари Огер, бывший помощник Алена Блонделя.
Умерла 5 августа 2025 года в возрасте 83 лет.

## Семья
- Бернар, (имя при рождении Бернар Бултро, (1957—2006) — брат, карикатурист в «Charlie Hebdo».
- Поль Булитро (род. 1967) — племянник, французский художник и скульптор.

## Основные выставки
- 1978, Morantin-Nouvion Gallery, Paris
- 1982, Comparaisons, Paris
- 1982, Alain Blondel Gallery, Paris
- 1982, International Fair of Chicago
- 1983-84, International Art Expo, Stockholm
- 1984, Alain Blondel Gallery, Paris
- 1985, Paul Valéry Museum, Les Pouvoirs du Réel, Sète
- 1986, Alain Blondel Gallery, Paris
- 1986, Arte Fiera, Bologna
- 1986, ICAF, Los Angeles
- 1986, Hartcourts Contemporary Gallery, San Francisco
- 1987, Alain Blondel Gallery at FIAC, Paris
- 1988, IGI 88, New York
- 1989, Alain Blondel Gallery, Paris
- 1989, Le Patio en Septembre, Anglet
- 1989, Lineart, Gand
- 1989-90, Exhibition France-Japan, Tokyo, Kyoto, Osaka
- 1990, Salon de Mars, Paris
- 1990, Lineart, Gand
- 1991, Alain Blondel Gallery, Paris
- 1991 à 1994, Salon de Mars (Mars Fair), Paris
- 1993, Alain Blondel Gallery, Paris
- 1993, Art Miami, Miami
- 1994, Jardins d’Été, Gallery Alain Blondel, Paris
- 1994, Les Nouveaux Pastellistes, Paris
- 1995, Alain Blondel Gallery, Paris
- 1996, Salon du Printemps, Le Poiré-sur-Vie, Visions Poétiques
- 1997, Alain Blondel Gallery, Paris
- 1998, Art Chicago, Chicago
- 1999, Alain Blondel Gallery, Paris
- 2000, Villa Beatrix Enea, Anglet
- 2000, Pavillon des Antiquaires et des Beaux-Arts
- 2001, Alain Blondel Gallery, Paris
- 2003, Alain Blondel Gallery, Paris
- 2005, Alain Blondel Gallery, Paris
- 2007, Alain Blondel Gallery, Paris
- 2009, Alain Blondel Gallery, Paris
- 2010, De Bellefeuille Gallery, Montréal
- 2011, Galerie Alain Blondel, Paris
- 2012, Alain Blondel Gallery, Paris
- 2012, Arts Elysées, Paris
- 2016, Still life — Style of life, Jean-Marie Oger, Paris